# Johannes Zusch
Johannes Zusch (* 4. Februar 1801 in Kassel; † 9. Februar 1835 ebenda) war ein deutscher Beamter und Mitglied der kurhessischen Ständeversammlung.

## Leben
Johannes Zusch war ein Sohn des Bäckermeisters Johannes Zusch und dessen Ehefrau Sophia Elisabeth Veit und als Sekretär in der Oberbaudirektion in Kassel beschäftigt. 
Er war politisch engagiert (gemäßigt-liberal) und hatte 1833 ein Mandat für die kurhessische Ständeversammlung.
Der Maler und Zeichner Justus Heinrich Zusch war sein Bruder.